# Adrián Pérez (futbolista)
Adrian Pérez Mendoza (Distrito Federal, 10 de agosto de 1991) es un futbolista mexicano.

## Trayectoria

### Club América
Inició su carrera en el Club América, donde jugó entre 1997 y 2009, debutando en la primera división mexicana con sólo 18 años. Siendo campeón de goleo en la categoría Sub-17 y quedando tricampeón en las fuerzas básicas del Club América comandado por Alfredo Tena.

## Palmarés
Club América
- Campeón de la Primera División Sub 17 (1): 2007.
- Campeón de la Primera División Sub 17 (1): 2008.
- Campeón de la Primera División Sub 17 (1): 2009.

### Distinciones individuales
| Distinción                                          | Año  |
| --------------------------------------------------- | ---- |
| Mejor Delantero Sub-17 de la Liga                   | 2008 |
| Goleador de la Primera División Sub-17 38 goles     | 2009 |
| Mejor Jugador del año Sub-17 en la Primera División | 2009 |